# Isole (unità periferica)
L'unità periferica di Isole (in greco Περιφερειακή ενότητα Νήσων?) è una suddivisione amministrativa della periferia dell'Attica con 74.651 abitanti al censimento 2011.
È stata istituita nel gennaio 2011 a seguito della riforma amministrativa detta Programma Callicrate.
Comprende l'area di Salamina, l'isola di Citera, una piccola parte del Peloponneso e qualche isola ad est della penisola.

## Geografia antropica

### Suddivisioni amministrative
L'unità periferica è suddivisa in 8 comuni. Il numero tra parentesi indica la posizione del comune nella cartina. Il territorio comprende parte della vecchia prefettura del Pireo:
- Egina (3)
- Angistri (2)
- Idra (13)
- Kythira (6)
- Poros (9)
- Salamina (10)
- Spetses (11)
- Troizinia (12)